# Firestone Grand Prix van St. Petersburg 2021
De Firestone Grand Prix van St. Petersburg 2021 was de tweede ronde van de IndyCar Series 2021. De race werd op 25 april 2021 verreden in Saint Petersburg, Florida. De race duurde 100 ronden, en werd gewonnen door Colton Herta.

## Achtergrond
De race zou oorspronkelijk plaatsvinden op 7 maart 2021 als openingsronde van het kampioenschap, maar de COVID-19 pandemie was nog steeds een punt van zorg voor de organisatoren van het evenement en de IndyCar-functionarissen, aangezien de race van 2020 werd uitgesteld van maart naar oktober. Op 6 januari 2021 werd de race verschoven naar 25 april 2021 zodat het evenement meer fans kan verwelkomen met versoepeling van de beperkingen, maar er werd een maximum van 20.000 fans vastgesteld om de race bij te wonen.

## Inschrijvingen
W = eerdere winnaar
R = rookie
| No.   | Coureur              | Team                                    | Motor     |
| ----- | -------------------- | --------------------------------------- | --------- |
| 2     | Josef Newgarden W    | Team Penske                             | Chevrolet |
| 3     | Scott McLaughlin R   | Team Penske                             | Chevrolet |
| 4     | Dalton Kellett       | A. J. Foyt Enterprises                  | Chevrolet |
| 5     | Patricio O'Ward      | Arrow McLaren SP                        | Chevrolet |
| 7     | Felix Rosenqvist     | Arrow McLaren SP                        | Chevrolet |
| 8     | Marcus Ericsson      | Chip Ganassi Racing                     | Honda     |
| 9     | Scott Dixon          | Chip Ganassi Racing                     | Honda     |
| 10    | Álex Palou           | Chip Ganassi Racing                     | Honda     |
| 12    | Will Power W         | Team Penske                             | Chevrolet |
| 14    | Sébastien Bourdais W | A. J. Foyt Enterprises                  | Chevrolet |
| 15    | Graham Rahal W       | Rahal Letterman Lanigan Racing          | Honda     |
| 18    | Ed Jones             | Dale Coyne Racing with Vasser-Sullivan  | Honda     |
| 20    | Conor Daly           | Ed Carpenter Racing                     | Chevrolet |
| 21    | Rinus VeeKay         | Ed Carpenter Racing                     | Chevrolet |
| 22    | Simon Pagenaud W     | Team Penske                             | Chevrolet |
| 26    | Colton Herta         | Andretti Autosport                      | Honda     |
| 27    | Alexander Rossi      | Andretti Autosport                      | Honda     |
| 28    | Ryan Hunter-Reay     | Andretti Autosport                      | Honda     |
| 29    | James Hinchcliffe W  | Andretti Steinbrenner Autosport         | Honda     |
| 30    | Takuma Sato          | Rahal Letterman Lanigan Racing          | Honda     |
| 48    | Jimmie Johnson R     | Chip Ganassi Racing                     | Honda     |
| 51    | Romain Grosjean R    | Dale Coyne Racing with Rick Ware Racing | Honda     |
| 59    | Max Chilton          | Carlin                                  | Chevrolet |
| 60    | Jack Harvey          | Meyer Shank Racing                      | Honda     |
| Bron: |                      |                                         |           |

## Classificatie

### Trainingen

#### Training 1
Er waren twee rode vlaggen tijdens de sessie, één bij de start door problemen met de timing en de puntentelling, waardoor de sessie met 10 minuten werd verlengd, en één aan het einde nadat Sébastien Bourdais spinde en zijn auto liet afslaan.
| Pos.  | No. | Coureur           | Team               | Motor     | Tijd      |
| ----- | --- | ----------------- | ------------------ | --------- | --------- |
| 1     | 2   | Josef Newgarden W | Team Penske        | Chevrolet | 1:00.8029 |
| 2     | 12  | Will Power W      | Team Penske        | Chevrolet | 1:00.8102 |
| 3     | 26  | Colton Herta      | Andretti Autosport | Honda     | 1:00.8348 |
| Bron: |     |                   |                    |           |           |

#### Training 2
| Pos.  | No. | Coureur           | Team               | Motor     | Tijd      |
| ----- | --- | ----------------- | ------------------ | --------- | --------- |
| 1     | 2   | Josef Newgarden W | Team Penske        | Chevrolet | 1:00.0622 |
| 2     | 27  | Alexander Rossi   | Andretti Autosport | Honda     | 1:00.1749 |
| 3     | 60  | Jack Harvey       | Meyer Shank Racing | Honda     | 1:00.2192 |
| Bron: |     |                   |                    |           |           |

### Kwalificatie
| Pos.  | No. | Coureur              | Team                                    | Motor     | Tijd       | Tijd       | Tijd       | Tijd       | Grid |
| Pos.  | No. | Coureur              | Team                                    | Motor     | Ronde 1    | Ronde 1    | Ronde 2    | Ronde 3    | Grid |
| Pos.  | No. | Coureur              | Team                                    | Motor     | Groep 1    | Groep 2    | Ronde 2    | Ronde 3    | Grid |
| ----- | --- | -------------------- | --------------------------------------- | --------- | ---------- | ---------- | ---------- | ---------- | ---- |
| 1     | 26  | Colton Herta         | Andretti Autosport                      | Honda     | 01:00.3659 | N/A        | 01:00.2207 | 01:00.3210 | 1    |
| 2     | 60  | Jack Harvey          | Meyer Shank Racing                      | Honda     | N/A        | 01:00.5028 | 01:00.4262 | 01:00.5709 | 2    |
| 3     | 2   | Josef Newgarden W    | Team Penske                             | Chevrolet | N/A        | 01:00.4437 | 01:00.3428 | 01:00.6078 | 3    |
| 4     | 22  | Simon Pagenaud W     | Team Penske                             | Chevrolet | 01:00.6375 | N/A        | 01:00.4385 | 01:00.6353 | 4    |
| 5     | 14  | Sébastien Bourdais W | A. J. Foyt Enterprises                  | Chevrolet | 01:00.7182 | N/A        | 01:00.3573 | 01:01.0017 | 5    |
| 6     | 5   | Patricio O'Ward      | Arrow McLaren SP                        | Chevrolet | 01:00.6026 | N/A        | 01:00.3999 | 01:01.0799 | 6    |
| 7     | 21  | Rinus VeeKay         | Ed Carpenter Racing                     | Chevrolet | N/A        | 01:00.5414 | 01:00.4858 | N/A        | 7    |
| 8     | 9   | Scott Dixon          | Chip Ganassi Racing                     | Honda     | 01:00.7921 | N/A        | 01:00.4997 | N/A        | 8    |
| 9     | 15  | Graham Rahal W       | Rahal Letterman Lanigan Racing          | Honda     | N/A        | 01:00.4825 | 01:00.5678 | N/A        | 9    |
| 10    | 10  | Álex Palou           | Chip Ganassi Racing                     | Honda     | N/A        | 01:00.6521 | 01:00.6220 | N/A        | 10   |
| 11    | 27  | Alexander Rossi      | Andretti Autosport                      | Honda     | 01:00.2949 | N/A        | 01:00.6476 | N/A        | 11   |
| 12    | 29  | James Hinchcliffe W  | Andretti Steinbrenner Autosport         | Honda     | N/A        | 01:00.6368 | 01:00.8671 | N/A        | 12   |
| 13    | 28  | Ryan Hunter-Reay     | Andretti Autosport                      | Honda     | 01:00.8524 | N/A        | N/A        | N/A        | 13   |
| 14    | 3   | Scott McLaughlin R   | Team Penske                             | Chevrolet | N/A        | 01:00.7044 | N/A        | N/A        | 14   |
| 15    | 30  | Takuma Sato          | Rahal Letterman Lanigan Racing          | Honda     | 01:00.9167 | N/A        | N/A        | N/A        | 15   |
| 16    | 8   | Marcus Ericsson      | Chip Ganassi Racing                     | Honda     | N/A        | 01:00.7058 | N/A        | N/A        | 16   |
| 17    | 7   | Felix Rosenqvist     | Arrow McLaren SP                        | Chevrolet | 01:00.9569 | N/A        | N/A        | N/A        | 17   |
| 18    | 51  | Romain Grosjean R    | Dale Coyne Racing with Rick Ware Racing | Honda     | N/A        | 01:00.8127 | N/A        | N/A        | 18   |
| 19    | 20  | Conor Daly           | Ed Carpenter Racing                     | Chevrolet | 01:01.4220 | N/A        | N/A        | N/A        | 19   |
| 20    | 12  | Will Power W         | Team Penske                             | Chevrolet | N/A        | 01:01.1140 | N/A        | N/A        | 20   |
| 21    | 18  | Ed Jones             | Dale Coyne Racing with Vasser-Sullivan  | Honda     | 01:01.4453 | N/A        | N/A        | N/A        | 21   |
| 22    | 59  | Max Chilton          | Carlin                                  | Chevrolet | N/A        | 01:01.5065 | N/A        | N/A        | 22   |
| 23    | 48  | Jimmie Johnson R     | Chip Ganassi Racing                     | Honda     | 01:01.8364 | N/A        | N/A        | N/A        | 23   |
| 24    | 4   | Dalton Kellett       | A. J. Foyt Enterprises                  | Chevrolet | N/A        | 01:02.3396 | N/A        | N/A        | 24   |
| Bron: |     |                      |                                         |           |            |            |            |            |      |

- Vetgedrukte tekst geeft de snelste tijd in de sessie aan.

### Warmup
| Pos.  | No. | Coureur      | Team                           | Motor | Tijd       |
| ----- | --- | ------------ | ------------------------------ | ----- | ---------- |
| 1     | 26  | Colton Herta | Andretti Autosport             | Honda | 01:00.6632 |
| 2     | 30  | Takuma Sato  | Rahal Letterman Lanigan Racing | Honda | 01:00.6768 |
| 3     | 9   | Scott Dixon  | Chip Ganassi Racing            | Honda | 01:00.8092 |
| Bron: |     |              |                                |       |            |

### Race
| Pos.                                                                    | No. | Coureur              | Team                                    | Motor     | Rondes | Tijd         | Pit stops | Grid | Geleide ronden | Pts. |
| ----------------------------------------------------------------------- | --- | -------------------- | --------------------------------------- | --------- | ------ | ------------ | --------- | ---- | -------------- | ---- |
| 1                                                                       | 26  | Colton Herta         | Andretti Autosport                      | Honda     | 100    | 1:51:51.4115 | 2         | 1    | 97             | 54   |
| 2                                                                       | 2   | Josef Newgarden W    | Team Penske                             | Chevrolet | 100    | +2.4933      | 2         | 3    |                | 40   |
| 3                                                                       | 22  | Simon Pagenaud W     | Team Penske                             | Chevrolet | 100    | +6.1496      | 2         | 4    | 1              | 36   |
| 4                                                                       | 60  | Jack Harvey          | Meyer Shank Racing                      | Honda     | 100    | +8.0833      | 2         | 2    |                | 32   |
| 5                                                                       | 9   | Scott Dixon          | Chip Ganassi Racing                     | Honda     | 100    | +8.9497      | 2         | 8    |                | 30   |
| 6                                                                       | 30  | Takuma Sato          | Rahal Letterman Lanigan Racing          | Honda     | 100    | +11.6802     | 2         | 15   |                | 28   |
| 7                                                                       | 8   | Marcus Ericsson      | Chip Ganassi Racing                     | Honda     | 100    | +11.9393     | 2         | 16   |                | 26   |
| 8                                                                       | 12  | Will Power W         | Team Penske                             | Chevrolet | 100    | +13.2363     | 3         | 20   |                | 24   |
| 9                                                                       | 21  | Rinus VeeKay         | Ed Carpenter Racing                     | Chevrolet | 100    | +13.7194     | 2         | 7    |                | 22   |
| 10                                                                      | 14  | Sébastien Bourdais W | A. J. Foyt Enterprises                  | Chevrolet | 100    | +15.9951     | 2         | 5    |                | 20   |
| 11                                                                      | 3   | Scott McLaughlin R   | Team Penske                             | Chevrolet | 100    | +17.5926     | 3         | 14   |                | 19   |
| 12                                                                      | 7   | Felix Rosenqvist     | Arrow McLaren SP                        | Chevrolet | 100    | +18.5638     | 3         | 17   |                | 18   |
| 13                                                                      | 51  | Romain Grosjean R    | Dale Coyne Racing with Rick Ware Racing | Honda     | 100    | +22.7276     | 3         | 18   |                | 17   |
| 14                                                                      | 28  | Ryan Hunter-Reay     | Andretti Autosport                      | Honda     | 100    | +24.1275     | 3         | 13   |                | 16   |
| 15                                                                      | 15  | Graham Rahal W       | Rahal Letterman Lanigan Racing          | Honda     | 100    | +24.7928     | 3         | 9    |                | 15   |
| 16                                                                      | 20  | Conor Daly           | Ed Carpenter Racing                     | Chevrolet | 100    | +48.1603     | 5         | 19   |                | 14   |
| 17                                                                      | 10  | Álex Palou           | Chip Ganassi Racing                     | Honda     | 99     | +1 ronde     | 2         | 10   | 2              | 14   |
| 18                                                                      | 29  | James Hinchcliffe W  | Andretti Steinbrenner Autosport         | Honda     | 99     | +1 ronde     | 3         | 12   |                | 12   |
| 19                                                                      | 5   | Patricio O'Ward      | Arrow McLaren SP                        | Chevrolet | 99     | +1 ronde     | 3         | 6    |                | 11   |
| 20                                                                      | 18  | Ed Jones             | Dale Coyne Racing with Vasser-Sullivan  | Honda     | 99     | +1 ronde     | 5         | 21   |                | 10   |
| 21                                                                      | 27  | Alexander Rossi      | Andretti Autosport                      | Honda     | 98     | +2 rondes    | 3         | 11   |                | 9    |
| 22                                                                      | 48  | Jimmie Johnson R     | Chip Ganassi Racing                     | Honda     | 95     | +5 rondes    | 3         | 23   |                | 8    |
| 23                                                                      | 4   | Dalton Kellett       | A. J. Foyt Enterprises                  | Chevrolet | 67     | Van de baan  | 2         | 23   |                | 7    |
| 24                                                                      | 59  | Max Chilton          | Carlin                                  | Chevrolet | 18     | Mechanisch   | 1         | 22   |                | 6    |
| Snelste ronde: Álex Palou (Chip Ganassi Racing) – 01:01.4568 (ronde 67) |     |                      |                                         |           |        |              |           |      |                |      |
| Bron:                                                                   |     |                      |                                         |           |        |              |           |      |                |      |

## Tussenstanden kampioenschap
| Pos. | Coureur            | Punten |
| ---- | ------------------ | ------ |
| 1.   | Álex Palou         | 67     |
| 2.   | Will Power         | 65     |
| 3.   | Scott Dixon        | 65     |
| 4.   | Colton Herta       | 62     |
| 5.   | Sébastien Bourdais | 54     |

| Pos. | Team      | Punten |
| 1.   | Honda     | 178    |
| 2.   | Chevrolet | 148    |